# イワン・ワシリーエフ

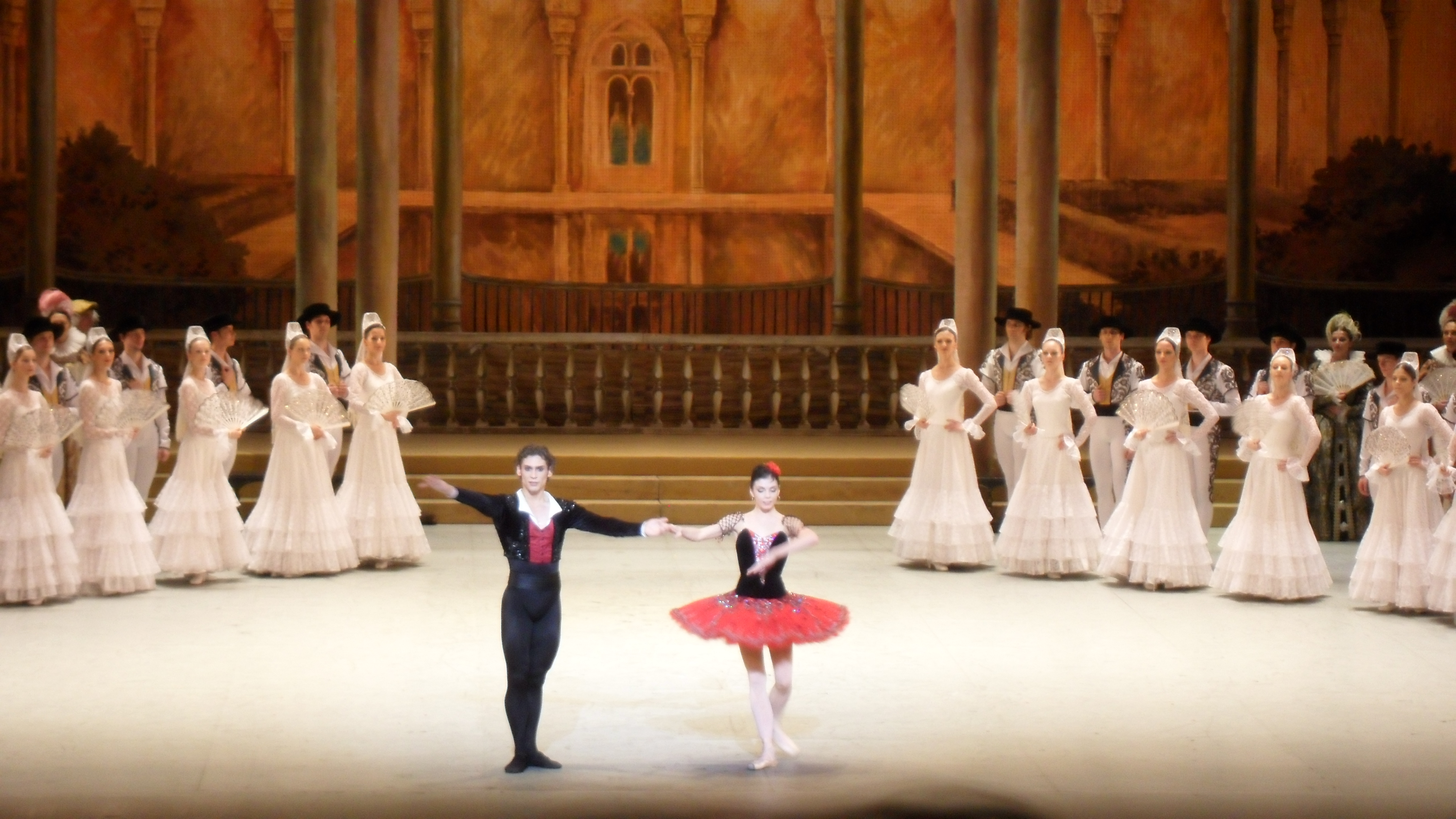
『ドン・キホーテ』でナタリヤ・オシポワと共演するワシーリエフ

イワン・ウラディーミロヴィチ・ワシーリエフ（Ivan Vladimirovich Vasiliev、1989年1月9日生）は、ロシアのバレエダンサー・振付家である。2006年にベラルーシ・バレエ学校を卒業した。
早くから頭角を現し、2005年にはペルミで開催されたアラベスク-96バレエ・コンクールで最優秀賞およびベストダンサー賞を受賞、翌2006年にはモスクワ国際バレエコンクールで最優秀賞、ヴァルナ国際バレエコンクールでは特別賞を受賞している。2008年にはダンス・マガジン誌の「注目の25人（25 to Watch）」の1人に選ばれた他、 2009年にはブノワ賞を受賞している。2010年にサンクトペテルブルクで開かれた国際ダンスオープンではヴィルトゥオーゾ賞を受け、翌年にはグランプリにも輝いている。2011年には英国批評家協会ベストダンサー賞に選ばれ、2014年にはロシア名誉芸術家の称号を授与されている。2015年には振付家としての初シーズンで一般投票によりディスカバリー・オブ・ザ・イヤーQG賞を受賞した。

## 経歴
2006年末にファースト・ソリストとしてボリショイ・バレエに入団した。2010年末までには『海賊』、『パリの炎』、『ドン・キホーテ』、『ジゼル』、『ラ・フィユ・マル・ガルデ』、『スパルタクス』、『ペトルーシュカ』、『くるみ割り人形』、『エスメラルダ』、『ラ・バヤデール』といった数々の作品で主要な役柄を演じてプリンシパルに昇格した。ローラン・プティから『若者と死』の指導を受けた最後のダンサーでもあり、国際的な男性スターダンサーのグループであるキングス・オブ・ザ・ダンスにも参加している。
ワシーリエフは、当時婚約していたナタリヤ・オシポワとともに、2011年に芸術面でのより広い舞台を求めてボリショイ・バレエを退団し、サンクトペテルブルクのミハイロフスキー・バレエ（日本では「レニングラード国立バレエ」という旧称の方が有名である）にプリンシパルとして移籍した。ミハイロフスキー・バレエでは世界中に客演する自由を確保することができ、アメリカン・バレエ・シアターやミラノ・スカラ座、ボリショイの常任ゲスト・プリンシパルとなった。また、マリインスキー劇場、スタニスラフスキー劇場、ノボシビルスク劇場、イングリッシュ・ナショナル・バレエ、バイエルン国立バレエ、オーストラリア・バレエでも主要な役柄を演じている。キングス・オブ・ザ・ダンスイニシアチブでは、5年間で数多くの国で公演をこなした他、2015年にノボシビルスク劇場でもプリンシパルとなった。
2015年からは振付にも取り組みはじめ、2015年の春に小品で1回の夜公演を行った他、2016年の春には一幕物3作品で夜公演を行った。さらにその冬には全幕物でクリスマス公演を開いている。2016年5月にはボリショイ劇場による若手振付家の後援プロジェクトの中で、別の一幕物を制作している。